# 洞穴殘餘物

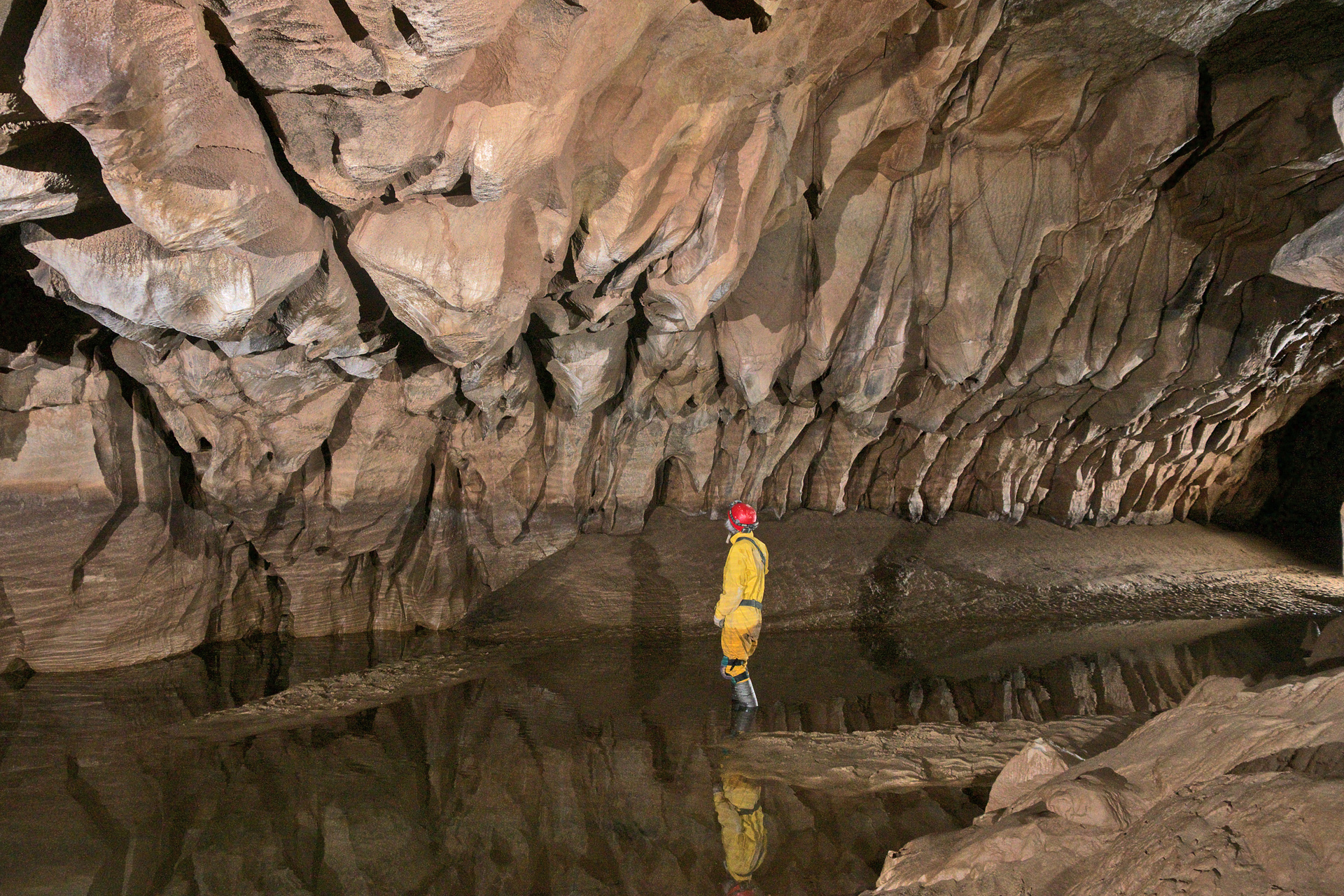
西弗吉尼亞洞穴中的洞穴殘餘物

洞穴殘餘物（英語：speleogen）是岩溶系統中的一種地質結構，經由溶解基岩而形成。 當雨水從大氣中落下時，它會吸收二氧化碳，當它穿過土壤中的有機物質時會吸收更多。 隨著水流過碳酸鈣基岩中的節理和裂縫，基岩發生溶解，留下的基岩體是洞穴殘餘物。 這個在洞穴發生的地質過程是導洞穴沉積物的原因。
美國將洞穴殘餘物定義為“基岩被部分浮雕成的任何型體，坐落於洞穴或熔岩管的牆壁、天花板和地板上，包括連管、扇貝、曲流壁龕、岩石形態和岩石垂飾等。

洞穴殘餘物是碳酸鹽岩的不規則形體，是通過滴水或流水溶蝕基岩形成的。洞穴原中的基岩。其化學成分和結構是不均勻的。因此，溶解度較低的岩石比相鄰的可溶性較高的岩石溶解得慢。不同速度的溶蝕往往造成牆壁和天花板上的突出浮雕。